# Celsiaan

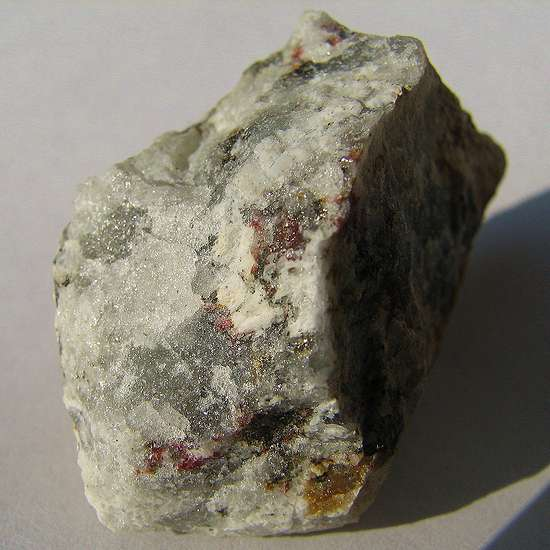
Celsiaan in sanborniet

Het mineraal celsiaan is een barium-aluminium-tectosilicaat met de chemische formule BaAl2Si2O8. Het behoort tot de zeldzame groep der bariumveldspaten.

## Eigenschappen
Het kleurloze, witte of gele celsiaan heeft een glasglans, een witte streepkleur, een perfecte splijting volgens kristalvlak [001] en een goede volgens [010]. De gemiddelde dichtheid is 3,25 en de hardheid is 6 tot 6,5. Het kristalstelsel is monoklien en de radioactiviteit van het mineraal is nauwelijks meetbaar. De gamma ray waarde volgens het American Petroleum Institute van microklien is 200,97.

## Naamgeving
Het mineraal celsiaan is genoemd naar de Zweedse astronoom Anders Celsius (1701 - 1744).

## Voorkomen
Celsiaan is een zeldzaam bariumveldspaat in contactmetamorf gesteente. De typelocatie is Imfeld-Binnental in Zwitserland.